# Jean Mauberna
Jean Adolphe Raymond Mauberna (* 10. November 1904 in Arles; † 18. April 1984 in Paris) war ein französischer Kolonialbeamter.

## Leben
Jean Mauberna besuchte eine Mittelschule in Montpellier. Nach seinem Militärdienst trat er in die Kolonialverwaltung in Französisch-Äquatorialafrika ein und kam ab 1926 in Gabun zum Einsatz. Er wirkte ab 25. April 1946 in der Nachfolge von Jean Chalvet als geschäftsführender Gouverneur von Ubangi-Schari, wo er ein gutes Verhältnis zu Barthélemy Boganda pflegte. Als Gouverneur von Ubangi-Schari wurde er am 1. Dezember 1948 von Auguste Éven abgelöst.
Anschließend leitete er im französischen Kolonialministerium die Abteilung für nationale Verteidigung. In der Folge wurde er sukzessive im Kabinett von Félix Houphouët-Boigny als technischer Berater eingesetzt, fungierte als Staatssekretär für den Präsidentschaftsrat und als Staatssekretär im Gesundheitsministerium in Abidjan. Als Nachfolger von Jean Ramadier war er von 29. Januar 1958 bis 1. Oktober 1958 der letzte geschäftsführende Gouverneur von Französisch-Guinea vor der Unabhängigkeit des Landes von Frankreich. Am 25. April 1959, als Niger noch ein französisches Überseegebiet war, wurde er zum Gesandten Nigers in Paris ernannt. In dieser Funktion wurde er am 22. März 1960 von Charles Caillol abgelöst.
Jean Mauberna starb 1984 im Alter von 79 Jahren.

## Ehrungen
- Offizier des zentralafrikanischen Verdienstordens (1963)[1]